# Malito
Malito è un comune italiano di 695 abitanti della provincia di Cosenza.

## Geografia fisica
Malito è un centro abitato situato nella media Valle del Savuto vicino a Belsito e a Grimaldi. Nel suo territorio è posta la cima del monte Serratore (m 1233 s.l.m.), una delle maggiori vette della Catena Paolana (o Costiera).

## Società

### Evoluzione demografica
Abitanti censiti

## Infrastrutture e trasporti
Il comune è interessato dalle seguenti direttrici stradali:

## Amministrazione
- Sindaco: Dott. Francesco De Rosa (lista civica "Malito 4.0) dal 28 maggio 2018. Gli abitanti di Malito si chiamano malitesi (in dialetto "malitani")